# Renah Panjang
Renah Panjang is een bestuurslaag in het regentschap Seluma van de provincie Bengkulu, Indonesië. Renah Panjang telt 993 inwoners (volkstelling 2010).